# Gisle
Gisle ist ein nordischer männlicher Vorname.

## Varianten
- Gislenus – lateinisch
- Gísli – isländisch
- Gislo – lateinisch

## Namensträger
- Gisle Fenne (* 1963), norwegischer Biathlet
- Gisle Johansen (* 1970), norwegischer Jazzmusiker
- Gisle Johnson (1822–1894), norwegischer lutherischer Theologe
- Gisle Kverndokk (* 1967), norwegischer Komponist
- Gisle Meininger Saudland (* 1986), norwegischer Politiker